# Euphrynichus
Genre
Euphrynichus est un genre d'amblypyges de la famille des Phrynichidae.

## Distribution
Les espèces de ce genre se rencontrent en Afrique subsaharienne.

## Liste des espèces
Selon Whip spiders of the World (version 1.0) :
- Euphrynichus amanica (Werner, 1916)
- Euphrynichus bacillifer (Gerstaecker, 1873)

## Publication originale
- Weygoldt, 1995 : The development of the phrynichid "hand": notes on allometric growth and introduction of the new generic name Euphrynichus (Arachnida, Amblypygi). Zoologischer Anzeiger, vol. 234, no 1, p. 75-84.